# Lamprotornis albicapillus
Lamprotornis albicapillus е вид птица от семейство Скорецови (Sturnidae).

## Разпространение
Видът е разпространен в Джибути, Етиопия, Кения и Сомалия.